# Walddorfhäslach
Walddorfhäslach település Németországban, azon belül Baden-Württembergben. Lakosainak száma 5551 fő (2023. december 31.).

## Népesség
A település népessége az elmúlt években az alábbi módon változott:
| Lakosok száma | 2065 | 2399 | 2926 | 3429 | 3703 | 4374 | 4755 | 4757 | 4906 | 5551 |
|               | 1961 | 1967 | 1974 | 1980 | 1987 | 1993 | 2000 | 2006 | 2013 | 2023 |